# Ananes
Die unbewohnte griechische Inselgruppe Ananes (griechisch Ανάνες (m. pl.)) besteht aus einer größeren und zwei kleineren Felseninseln sowie einigen Felsen in der südwestlichen Ägäis. Administrativ gehören die Ananes zur Gemeinde der Kykladen-Insel Milos in der Region Südliche Ägäis (Περιφέρεια Νότιου Αιγαίου).

## Lage
Die Felseninseln mit einer Gesamtfläche um 0,1 km² liegen etwa 23 km südwestlich von Milos, am Übergang vom Myrtoischen Meer zum Kretischen Meer. Weitere nahegelege Inseln sind Andimilos 31 km nördlich und Falkonera 42 km nordwestlich.

## Geologie
Wie Methana, Milos, Santorin und Nisyros liegen die Ananes auf dem Ägäischen Inselbogen und werden der Milos-Inselgruppe zugerechnet, die vor etwa 3,5 bis 1,6 Millionen Jahren entstand. Vermutlich sind die Ananes jedoch älter. Umfangreiche hydrothermale Veränderungen des zu Tage tretenden Vulkangesteins lassen keine zeitlichen und stratigraphischen Beziehung mit der Milos-Inselgruppe erkennen.

## Natur
Ganzjährig auftretende starke Winde in Kombination mit rauer See beeinflussen das Landschaftsbild der Vulkaninseln. Aufgrund ihrer abgeschiedenen Lage und von tiefem Meer umgeben sind die Inseln ein wichtiger Rastplatz für Zugvögel sowie Brutgebiet für Seevögel und stellen ein bedeutendes terrestrisches Ökosystem dar. Die Flora ist durch die Anwesenheit von sogenannten „Kleininsel-Spezialisten“ gekennzeichnet.

### Flora
Die Vegetation der Küstenregion wird von obligaten Halophyten bestimmt. Anthemis scopulorum, ein typischer "Kleininsel-Spezialist" in der Ägäis, ist teilweise an den Salzstandort der Küstenregion angepasst, tritt aber auch in den von der Küste entfernten Bereichen in Koexistenz mit Phrygana-Vertretern wie Dorn-Bibernelle (Sarcopoterium spinosum), Kopf-Thymian (Coridothymus capitatus) und Flockenblumen (Centaurea raphanina ssp. mixta) auf.

### Fauna
Auf den Inseln existiert eine Population von Ägäischen Nacktfingern (Cyrtodactylus kotschyi), daneben auf der größten östlichen Insel die Unterart Podarcis milensis adolfjordansi der Milos-Mauereidechsen, deren Bestand von der IUCN als gefährdet eingestuft ist.

### Naturschutz
Zusammen mit anderen unbewohnten Felseninseln bilden die Ananes in der südlichen Ägäis das Natura 2000 Gebiet GR 4210011 Vrachonisia Egeou: Velopoula, Falkonera, Ananes, Christiana, Pachia, Fteno, Makra, Astakidonisia, Syrna Gyro Nisia (Βραχονήσια Νοτίου Αιγαίου: Βελοπούλα, Φαλκονέρα, Ανάνες, Χριστιανά, Παχειά, Φτενό, Μακρά, Αστακιδονήσια, Σύρνα-Γύρω νησιά).